# IF Drott
IF Drott (vollständig Idrottsföreningen Drott) ist ein finnlandschwedischer Sportverein aus Jakobstad. Der Verein ist unter anderem für seine ehemalige Fußballabteilung bekannt, die mehrere Jahre erstklassig antrat. Heute betreibt der Verein die Sparten Bowling, Leichtathletik und Geräteturnen. Er ist Mitgliedsverein von Finlands Svenska Idrott.

## Geschichte
IF Drott gründete sich am 22. September 1921 aus dem Zusammenschluss der beiden bisherigen finnlandschwedischen Sportvereine Jakobstads Idrottsförening (gegründet 1906) und Idrottsföreningen Sport (1910). Der neue Verein erhielt dabei den vorläufigen Namen Jakobstads Idrottssällskap, der nach einem Namenswettbewerb einen Monat später in den heutigen Namen Idrottsföreningen Drott (IF Drott) geändert wurde.
Idrottsförening (bzw. in bestimmter Form idrottsföreningen) ist schwedisch für „Sportverein“. Der Name Drott war in altnordischer Zeit ein Titel für Häuptlinge oder Fürsten und geht zurück auf eine ältere germanische Bezeichnung für „Kraft, Stärke“ Sprachhistorisch ist es in den schwedischen Wörtern idrott („Sport“) und drottning („Königin“) enthalten.

## Vereinsvorsitzende
- 1921–1924 Paul Holm
- 1925–1930 Gunnar Strang
- 1931–1952 Valter Eklöf
- 1953–1968 Åke Storå
- 1969–1970 Rafael Söderberg
- 1971–1973 Rolf Davidsson
- 1974–1980 Christer Strandvall
- 1981–1984 Lennart Teir
- 1985–1992 Johan Karjaluoto
- 1993–1996 Christer Strandvall
- 1997–2015 Monica Grankulla-Häggblom
- seit 2016 Leif Björkgren

## Fußballmannschaft
Die erste Fußballmannschaft der Herren spielte insgesamt vier Spielzeiten in der höchsten nationalen Liga (damals finnisch Mestaruussarja, heute Veikkausliiga), konnte sich aber nicht längerfristig in dieser Spielklasse behaupten. 1936 folgte dem Aufstieg der direkte Abstieg, 1945 bis 1946 hielt sich die Mannschaft über zwei Spielzeiten, ehe sie wieder abstieg. 1957 gewann sie als Zweitligist die dritte Ausgabe des Landespokals durch einen 2:1-Erfolg nach Verlängerung über Kuopion Pallotoverit aus Kuopio. 1960 spielte der Verein ein letztes Mal in der ersten Liga. 
1965 sagte sich die Fußballabteilung vom Verein los und schloss sich dem neu gegründeten FF Jaro an.

## Personen
Arne Eriksson, Schiedsrichter bei der Fußball-Weltmeisterschaft 1958, war Mitglied des Vereins.